# Slavfort

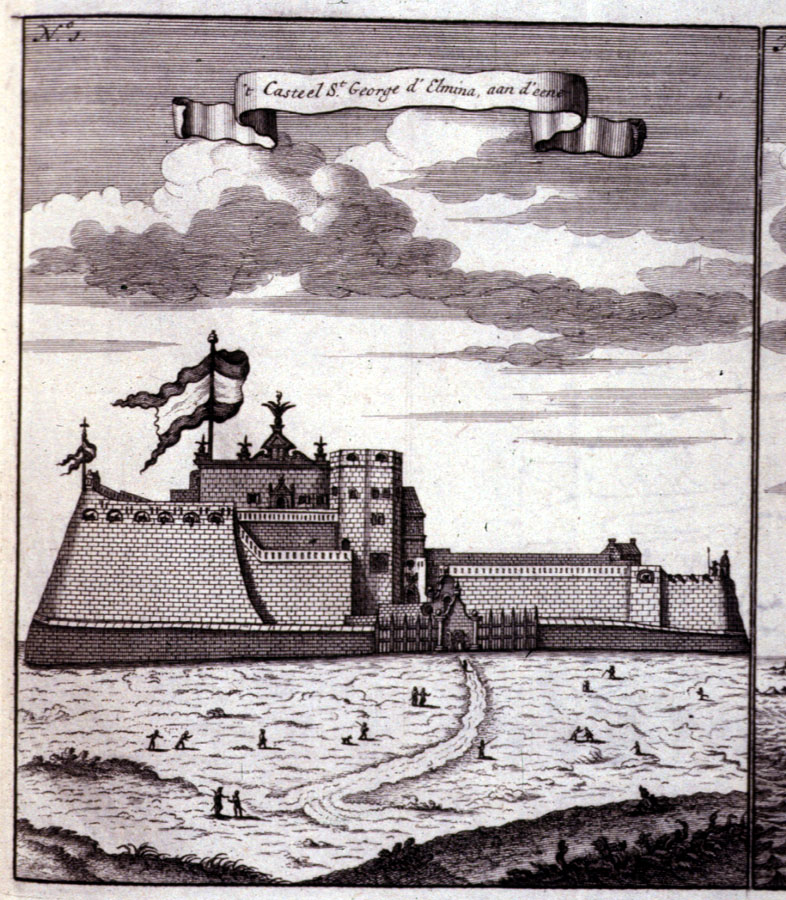
Slavfortet Castelo de São Jorge da Mina.

Ett slavfort (engelska: slave fort), även kallat slave castle (slavslott) eller slave factory (slavfaktori), är en term för de fort eller befästningar som uppfördes längs Västafrikas kust under den transatlantiska slavhandeln.
De förslavade människor som tillfångatagits av afrikanska slavhandlare i Afrikas inland fördes till dessa slavfort, där de såldes till europeiska slavhandlare, och sedan förvarades fram till att de skeppades över atlanten på slavskepp för att säljas i de amerikanska kolonierna och USA. 
Ett slavfort var i grunden ett handelsfaktori eller handelsstation, som hade uppstått på de platser längs kusten som blivit centra för slavhandeln, och som skyddades av en befästning och en militärstyrka som upprättats för att skydda handeln. Dessa fort utgjorde centra för den transatlantiska slavhandeln för det land de tillhörde. 
Slavforten uppfördes av nio olika europeiska länder: i vissa fall av den stat de tillhörde, och i andra fall av enskilda handelskompanier.
Det fanns även befästningar uppförda av enskilda europeiska och inhemska afrikanska slavhandlare, där slavar förvarades innan de såldes vidare till de europeiska slavforten vid kusterna, som också kallades slavfort.